# Frohburg
Frohburg è una città di 11.073 abitanti della Sassonia, in Germania.
Appartiene al circondario (Landkreis) di Lipsia (targa L).